# NGC 4299
NGC 4299 (również PGC 39968 lub UGC 7414) – galaktyka spiralna z poprzeczką (SBd), znajdująca się w gwiazdozbiorze Panny. Odkrył ją William Herschel 15 marca 1784 roku. Należy do Gromady w Pannie.